# آتشفشان اوسورنو
آتشفشان اوسورنو (به اسپانیایی: Volcán Osorno) یک کوه و آتشفشان در شیلی است که در استان اوسورنو واقع شده‌است. آتشفشان اوسورنو ۲٬۶۵۲ متر بالاتر از سطح دریا واقع شده‌است.